# Kari Martinsen
Kari Marie Martinsen (født 20. januar 1943 i Oslo) er en norsk sygeplejefilosof. Hun har især fokus på omsorg og tillid, og har udgivet flere bøger herom. 
Hun er uddannet sygeplejerske og har desuden autorisation i Danmark. Hun afholder jævnligt foredrag på sygeplejeskoler hvor hun taler om Curologi og patientologi 